# Hericium abietis
Hericium abietis är en svampart som först beskrevs av Weir ex Hubert, och fick sitt nu gällande namn av K.A. Harrison 1964. Hericium abietis ingår i släktet koralltaggsvampar och familjen Hericiaceae.   Inga underarter finns listade i Catalogue of Life.